# Arthur Prüfer
Hermann Bernhard Arthur Prüfer, född den 7 juli 1860 i Leipzig, död den 3 juni 1944 i Würzburg, var en tysk musikförfattare.
Prüfer, som ursprungligen var jurist, var från 1902 extra ordinarie professor i musikvetenskap vid Leipzigs universitet. Han var känd på grund av sina skrifter särskilt rörande Richard Wagner och dennes Bayreuthverk och som utgivare av gammal tysk musik.